# OzJet
OzJet – nieistniejąca australijska regularna i czarterowa linia lotnicza z siedzibą w Melbourne, w stanie Wiktoria.